# Stictoptera latimargo
Stictoptera latimargo là một loài bướm đêm trong họ Noctuidae.